# Aspidolasius
Aspidolasius branicki es una especie de araña araneomorfa de la familia Araneidae. Es el único miembro del género monotípico Aspidolasius. Es originaria de Sudamérica.